# پروار، پاکستان
پروار (به انگلیسی: Parwar) یک شهرک در پاکستان است که در شهرستان آواران واقع شده‌است.